# Graphe de Harries-Wong
Le graphe de Harries-Wong est, en théorie des graphes, un graphe 3-régulier possédant 70 sommets et 105 arêtes.

## Propriétés

### Propriétés générales
Le graphe de Harries-Wong est une (3,10)-cage, c'est-à-dire un graphe minimal en nombres de sommets ayant une maille de 10 et étant régulier de degrés 3. La première cage de ce type à avoir été découverte est la 10-cage de Balaban, dont la description fut publiée en 1972. La liste complète des (3-10)-cages a été donnée par O'Keefe et Wong en 1980. Il en existe trois distinctes, les deux autres étant le graphe de Harries et la 10-cage de Balaban sus-citée.
Le diamètre du graphe de Harries-Wong, l'excentricité maximale de ses sommets, est 6, son rayon, l'excentricité minimale de ses sommets, est 6 et sa maille, la longueur de son plus court cycle, est 10. Il s'agit d'un graphe 3-sommet-connexe et d'un graphe 3-arête-connexe, c'est-à-dire qu'il est connexe et que pour le rendre déconnecté il faut le priver au minimum de 3 sommets ou de 3 arêtes. Comme il est régulier de degrés 3 ce nombre est optimal. Le graphe de Harries-Wong est donc un graphe optimalement connecté.

### Coloration
Le nombre chromatique du graphe de Harries-Wongest 2. C'est-à-dire qu'il est possible de le colorer avec 2 couleurs de telle façon que deux sommets reliés par une arête soient toujours de couleurs différentes mais ce nombre est minimal. Il n'existe pas de 1-coloration valide du graphe.
L'indice chromatique du graphe de Harries-Wong est 3. Il existe donc une 3-coloration des arêtes du graphe telle que deux arêtes incidentes à un même sommet soient toujours de couleurs différentes. Ce nombre est minimal.

### Propriétés algébriques
Le groupe d'automorphismes du graphe de Harries-Wong est un groupe d'ordre 24 isomorphe au groupe symétrique S4.
Le polynôme caractéristique   de la matrice d'adjacence du graphe de Harries-Wong est : {\displaystyle (x-3)(x-1)^{4}(x+1)^{4}(x+3)(x^{2}-6)(x^{2}-2)(x^{4}-6x^{2}+2)^{5}(x^{4}-6x^{2}+3)^{4}(x^{4}-6x^{2}+6)^{5}}.